# Vincerò (singolo)
Vincerò è un singolo della cantautrice italiana Annalisa, pubblicato il 15 maggio 2015 come quarto estratto dal suo quarto album Splende.
Nel giugno dello stesso anno, il singolo ha ottenuto una candidatura al premio RTL 102.5 - Canzone dell'estate 2015.

## Descrizione
Il testo del brano, come molti altri del suo album, porta la firma della stessa Annalisa, qui in coscrittura con Oscar Angiuli.
Insieme a Niente tranne noi, il brano è, a detta della cantante, uno dei più energici del disco che la contiene. La stessa cantante sulla traccia di apertura del disco, dal sound pop di impronta statunitense, ha dichiarato che è un inno alla sincerità e al prendere decisioni senza avere più timori o paure di sbagliare; la scelta diventa il primo passo verso la vittoria. Annalisa ne parla come di un ritorno a casa sia in senso figurato sia fisico ammettendo il suo amore per la sua terra, la Liguria che considera come la sua vera casa.
Il brano è stato presentato alla terza edizione del Coca-Cola Summer Festival il 26 giugno 2015, conquistando il terzo posto nella classifica stilata dai voti del pubblico e i dati forniti dall'airplay radiofonico di EarOne.

## Video musicale
Il 20 maggio 2015 viene pubblicato sul canale ufficiale YouTube della Warner Music Italy il video del singolo, diretto da Mauro Russo.
Il video è ambientato dentro ad una macchina, mentre Annalisa guida e canta. I vari momenti in macchina sono in compagnia di diversi amici e sono evidenziati anche da un look sempre diverso, sia suo che di chi è con lei; difatti passa da abbigliamento punk, a quello da figlia dei fiori e da nerd, per poi tornare se stessa a fine video.

## Successo commerciale
Il brano presente in classifica da due settimane, ha raggiunto, nel corso della 33ª settimana del 2015, come posizione massima la 52ª della Top Singoli. Nel corso della 34ª settimana del 2015, Vincerò è stato certificato disco d'oro dalla FIMI per aver venduto più di 25 000 copie.
Il brano, nella settimana del 12 giugno 2015, è riuscito ad entrare nell'airplay TV settimanale piazzandosi alla 16ª posizione della classifica stilata da EarOne, occupando la 31ª posizione nella settimana precedente.

## Classifiche
| Classifica (2015) | Posizione massima |
| ----------------- | ----------------- |
| Italia            | 52                |